# Zofia Sokolnicka
Zofia Sokolnicka (ur. 15 maja 1878 w Krakowie, zm. 27 lutego 1927 w Poznaniu) – polska polityczka i działaczka wojenna, członkini Naczelnej Rady Ludowej w 1918, posłanka na Sejm Ustawodawczy oraz Sejm I kadencji w II RP z ramienia Związku Ludowo-Narodowego.

## Życiorys

### Rodzina i wykształcenie
Urodziła się jako córka właściciela Orzeszkowa, Stanisława (zm. 1906) i Stanisławy z Moszczyńskich. Miała dwie siostry: Marię i Lucynę. Pochodziła z rodziny o tradycjach powstańczych - jej ojciec i stryj byli powstańcami styczniowym, a dziadek listopadowym. Zofia Sokolnicka w 1884 roku rozpoczęła naukę w Wyższej Szkole Żeńskiej prowadzonej przez siostry Annę i Anastazję Danysz w Poznaniu, gdzie mimo wprowadzonego zakazu przez władze pruskie uczy się po polsku, a następnie jako słuchaczka nadzwyczajna kończy kurs literatury i historii na Uniwersytecie Jagiellońskim (kobiety nie mogły wówczas studiować). W Krakowie ukończyła również wyższe studia muzyczne.

### Walka o narodową tożsamość i niepodległość kraju
Po powrocie do Wielkopolski rozpoczęła ożywioną działalność oświatową, społeczną i polityczną. Podjęła pracę w stowarzyszeniu kobiecym „Warta”, którego zadaniem było prowadzenie tajnego nauczania języka ojczystego i historii oraz rozpowszechnianie polskich książek. Była współautorką podręcznika dla nauczycielek: Jak uczyć dzieci czytać i pisać po polsku. Wraz z księdzem K. Malińskim stała na czele Towarzystwa Opieki Rodzicielskiej, które spełniało w czasie zaborów rolę tajnego kuratorium szkolnictwa polskiego, umożliwiającego utrzymanie szkół elementarnych i średnich oraz organizowanie kursów dla uczniów i studentów. Organizowała też w Poznaniu i Wielkopolsce kolonie wakacyjne dla dzieci i młodzieży polskiej z Niemiec.
Od 1906 roku prowadziła razem z matką i siostrami Gimnazjum Żeńskie im. Królowej Jadwigi w Poznaniu. Szkoła mieściła się w ich 12-pokojowym mieszkaniu przy ulicy Ogrodowej 13.
Zofia Sokolnicka była współzałożycielką organizacji oświatowych i narodowych: Straż Polski, Lutni, Znicza, Towarzystwa Gimnastycznego „Sokół”, Towarzystwa Pedagogicznego, Zjednoczenia Polskich Kobiecych Towarzystw Oświatowych, Gościny, TCL i Czytelni dla Kobiet. W 1913 przyczyniła się do powołania Towarzystwa Wykładów Naukowych, które organizowało wykłady polskich naukowców ze Lwowa i Krakowa w Poznaniu, Gnieźnie i Inowrocławiu. Należała do aktywnych członków, założonego w 1905, stowarzyszenia „Straż”; pracowała w jego sekcji kulturowej. Od 1903 była członkiem Ligi Narodowej. Organizowała na terenie Wielkopolski tajne koła Związku Młodzieży Polskiej „Zet” oraz Towarzystwa Tomasza Zana, skupiające młodzież akademicką i gimnazjalną, przygotowujące przyszłych działaczy politycznych.

### Lata wojny
Po wybuchu I wojny światowej odgrywała rolę emisariuszki między Wielkopolską a Centralną Agencją Polską w Lozannie, następnie Komitetem Narodowym Polski w Paryżu.
W czasie wojny 1914–1918 pełniła misję pośredniczki między Polakami z zaboru pruskiego a tzw. agencją polską w Lozannie. Pretekstem do wyjazdów było leczenie wzroku, Sokolnicka faktycznie chorowała i jej wzrok z roku na rok się pogarszał. Nie podejmowała jednak leczenia, bo bała się, że straci pretekst do podróży. Dzięki wyjątkowej wprost pamięci mogła przekazywać ważne informacje polityczne nie przewożąc żadnych papierów lub notatek. Na pamięć uczyła się informacji i instrukcji dla działaczy politycznych i organizacji w Poznaniu. Dzięki temu śledztwo podjęte przez pruską policję w 1917 roku w związki z podejrzaną aktywnością Sokolnickiej nie przynosi efektów. Była delegatką na Polski Sejm Dzielnicowy w Poznaniu w 1918 roku. Podczas wizyty Ignacego Jana Paderewskiego w Poznaniu, spotyka się z premierem w Hotelu Bazar. W 1919 była członkiem grona ekspertów Komitetu Narodowego Polskiego i delegacji polskiej na konferencji pokojowej w Paryżu.

### Odbudowa Rzeczypospolitej
Po zakończeniu wojny należała do współzałożycieli Katolickiego Związku Polek i Narodowej Organizacji Kobiet. Została wybrana do Komitetu Obywatelskiego, a następnie do Naczelnej Rady Ludowej. Reprezentowała Poznań na sesji Sejmu Dzielnicowego w Poznaniu 3–5 grudnia 1918.
Przewodniczyła komisji dla szkolnictwa średniego żeńskiego przy Wydziale Szkolnym Naczelnej Rady Ludowej, a także wchodziła w skład komisji szkolnej utworzonej przy Radzie Ludowej w Poznaniu. Przed wyborami do Sejmu w 1919 weszła w skład Komitetu Prowincjonalnego Stronnictwa Demokratyczno-Narodowego do pertraktacji z innymi stronnictwami.
Zofia Sokolnicka wybrana została na dwie kadencje Sejmu. Startowała w wyborach do Sejmu Ustawodawczego w poznańskim okręgu wyborczym z ramienia Narodowej Demokracji, a w wyborach do Sejmu I Kadencji w okręgu wyborczym nr 34, obejmującym woj. poznańskie i miasto Poznań z listy Związku Ludowo-Narodowego. Wystąpiła 19 razy na forum Izby, przedstawiła 14 interpelacji oraz 12 wniosków. Brała udział w opracowaniu ponad 20 ustaw.
W maju 1926 należała do zarządu Komitetu Wojewódzkiego Organizacji Obrony Państwa w Poznaniu, wymierzonej przeciw zamachowi Piłsudskiego. Opublikowała szereg artykułów w „Szkółce Domowej”, „Kurierze Poznańskim”, „Orędowniku”. Była autorką książki „O pracy tajnej Towarzystwa Tomasza Zana pod jarzmem pruskim. Kilka wspomnień” (1921).
Cytat o Zofii Sokolnickiej, znajdujący się w Kronice Miasta Poznania:
Już w latach trzydziestych XX wieku Zofia Sokolnicka została patronką 18 Poznańskiej Drużyny Harcerek. W latach 80. odradzająca się 18 Poznańska Drużyna Harcerek „Plemię Wielkiej Niedźwiedzicy”, jako spadkobierczyni i kontynuatorka tradycji przedwojennej Osiemnastki, postanowiła również obrać tę wielką Wielkopolankę na swoją patronkę.

### Śmierć
Zofia Sokolnicka umarła w południe 27 lutego 1927 roku w swoim mieszkaniu przy Ogrodowej. Jej postaci poświęcono całą pierwszą stronę Kuriera Poznańskiego wydanego następnego dnia. Nie ma podanej przyczyny śmierci, jest jedynie informacja, że z chorobą zmagała się od miesięcy, a w ciągu ostatnich tygodni jej stan znacznie się pogorszył. Została pochowana na dawnym cmentarzu Świętomarcińskim, dziś cmentarzu Zasłużonych Wielkopolan. Nie założyła rodziny.

## Upamiętnienie
W 1928 w Poznaniu zaczął działać komitet budowy gimnazjum im. Zofii Sokolnickiej. Działała w nim m.in. Wanda Niegolewska.
Zofia Sokolnicka jest jedną z głównych bochaterek projektu pod tytułem "Szyfrodziewczyny", organizowanego przez Centrum Szyfrów Enigma w Poznaniu, który ma na celu popularyzację wiedzy na temat kobiet w dziedzinie nauk matematycznych, filozoficznych, informatycznych, w kryptologii i służbach wywiadowczych w czasie II wojny światowej.